# 劍橋公爵喬治王子
乔治·威廉·弗雷德里克·查尔斯王子，第二代剑桥公爵（George William Frederick Charles, 2nd Duke of Cambridge）（1819年3月26日—1904年3月17日），英王喬治三世的孙子。1856年至1895年任英國陸軍元帥兼陸軍總司令。1850年获剑桥公爵爵位。1862年11月9日获陆军元帅军衔。
乔治王子是剑桥公爵阿道弗斯王子与其妻黑塞-卡塞尔的奥古斯塔之子。父亲去世后继承剑桥公爵、蒂珀雷里（提派累立）伯爵(Earl of Tipperary)和卡洛登男爵(Baron Culloden)等众多头衔，在漢諾威軍隊中短期服役後，1837年成為陸軍上校。

## 子女
妻子莎拉·路易莎·费勃拉柴（Sarah Louisa Fairbrother）( 1814年10月31日—1890年1月12日 )，1847年1月8日结婚。莎拉父亲约翰·费勃拉柴是伦敦弓街（Bow Street，又译保街）一家家庭打印事务所的合伙人，莎拉是他九个孩子中的第五个女儿。莎拉1830年成为一个女演员，在伦敦的特鲁里街剧院（Drury Lane）、吕克昂剧院（Lyceum）和科芬园（Covent Garden Theatre）演出。因为婚姻在英国的法律中不存在有效，她不能拥有剑桥公爵夫人的头衔和殿下的称号。反而她被称作 "菲茨乔治夫人Mrs. FitzGeorge." 她没有被认为是英国皇家的成员。剑桥公爵和菲茨乔治夫人有三个儿子，两个在他们结婚之前从事军事生涯。
- 乔治·菲茨乔治上校（Colonel George FitzGeorge）（1843年8月24日－1907年9月2日，64歲）；妻子罗莎·巴林（Rosa Baring）（1854年3月9日－1927年3月10日）, daughter of William Baring of Norman Court, Hants., by Elizabeth Hammersley.
  - 梅布爾·菲茨乔治 （1886年9月23日－1976年4月13日，89歲）
  - 乔治·菲茨乔治 （1889年2月23日－1954年6月1日，65歲）
  - 喬治·威廉·弗雷德里克·菲茨乔治 （1892年10月12日－1960年6月13日，67歲）
- 海军少将阿道弗斯·菲茨乔治爵士（Rear Admiral Sir Adolphus FitzGeorge）, KCVO（1846年1月30日－1922年12月17日，76歲）；第一任妻子索菲亚·霍尔登（Sofia Holden）（1857年－1920年2月3日）, daughter of Thomas Holden of Winestead Hall, Hull；有后嗣；第二任妻子玛格莉特·沃森（Margaret Watson）（1863年－1934年2月26日），约翰·沃森之女；无后。
  - 奧爾加·瑪麗·阿德萊德·菲茨乔治 （1877年6月11日－1928年10月15日，51歲）
- 陆军上校奥古斯图斯·菲茨乔治爵士Colonel Sir Augustus FitzGeorge, KCVO, CB（1847年6月12日－1933年10月30日，86歲）.

## 纹章
| 劍橋喬治王子 的纹章 | 剑桥公爵乔治王子 的纹章 |